# CAM (企業)
株式会社CAM（キャム、英: CAM, Inc.）はインターネット関連サービスを中心に展開する日本の企業。エンタメコンテンツ、ビジネスメディア、ライフスタイルメディアを主軸とした30以上のサービスを運営している。
サイバーエージェント子会社。

## 概要
CAMは2000年5月31日にモバイルメディアレップ専門の会社として設立した会社。現在は国内最大級のアーティスト・アイドルグループのオフィシャルサイト「EXILE mobile」、「LDH mobile」、「EXILE TRIBE mobile」、「LDH Girls mobile」、「乃木坂46 Mobile」などのアーティストファン事業と、『明日のなりたい自分に』というコンセプトの元運営するライフスタイルメディア「marouge（マルージュ）」にてデジタル占い「ゲッターズ飯田の占い」、「星ひとみの天星術姓名判断」などを運営。
2024年8月にはビジネスメディア「新R25」がSaaS事業を始動させるなど、 ToC向けのPR活動を支援するプロダクトの提供も開始した。
2019年3月、株式会社シーエー・モバイルから、株式会社CAMへと社名を変更。『Be a Fanatic.』というコーポレートビジョンの元、プロダクトファーストを掲げ自らとユーザーが熱狂できるプロダクトを企画、運営する。

## 沿革
- 2000年
  - 5月　モバイルメディアレップ専門会社として設立。
- 2015年
  - 9月　創業社長である外川譲が退任。新任には石井洋之が就任。
- 2017年
  - 7月　アイドルの動画、ファンサイト事業を展開する子会社、株式会社CAスマートを設立。
- 2018年
  - 9月　二代目社長石井洋之が退任。三代目に飯塚勇太が就任。
- 2019年
  - 3月　株式会社シーエー・モバイルから株式会社CAMへと社名を変更。
- 2022年
  - 7月　二代目社長飯塚勇太が退任。四代目に須田瞬海が就任。

## 事業

### ライフスタイルメディア事業
- marouge
- ゲッターズ飯田の占い
- 水晶玉子 新ペルシャン占星術
- CHIE◆スピリチュアル日和
- 中園ミホ 解禁！女の絶対運命
- 星ひとみの天星術姓名判断
- 木下レオン 帝王吉方
- 奇跡予言 バラート・クラーラ
- 岡井浄幸　言魂縁結い
- 暁玲華公式スマホ占い
- 石川楓花　ノルディスク秘神占
- インド推命占い◆小林庚山
- 恋愛成就の女仙人◆徐錦伶
- アイビー茜の金星鏡占術
- アイビー茜のルナモンスター占い
- 濱口善幸タロット心理学

### エンターテインメント事業
- EXILE mobile
- EXILE TRIBE mobile
- LDH Girls mobile（旧・E-girls mobile→E.G. family mobile）
- LDH mobile
- EXILE ch
- GL² family（旧・Girls²学園）
- 乃木坂46 Mobile
- 乃木坂46 Mail
- HKT48 Mobile
- HKT48 Mail

### ビジネスメディア/SaaS事業
- 新R25

## 関連会社
- 株式会社サイバーエージェント 1998年3月18日設立した親会社。
- 株式会社CAスマート 2017年7月26日に設立した子会社。代表取締役社長は友行輝。